# Seleção Húngara de Rugby Union
A Seleção Húngara de Rugby Union é a equipe que representa a Hungria em competições internacionais de Rugby Union.